# Boris Kostić
Boris Kostić (24. února 1887, Vršac, Rakousko-Uhersko – 3. listopadu 1963, Bělehrad) byl jugosláviský šachista.
Se šachovou hrou začal kolem 10 let a brzy se stal jedním nejlepších šachistů ve městě Vršaci. Později v roce 1909 vyhrál v Budapešti turnaj maďarských amatérských šachistů. V roce 1911 vyhrál zápas proti Franku Marshallovi. V témže roce se zúčastnil turnaje v Karlových Varech; později se zúčastnil několika dalších turnajů v Československu.
V roce 1919 prohrál zápas s Capablankou. V roce 1935 skončil s Vasja Pircem první na prvním jugoslavském šachovém šampionátu.
Reprezentoval Jugoslávii na několika šachových olympiádách.
V roce 1950 obdržel od FIDE titul šachového velmistra.